# Сенхаджа

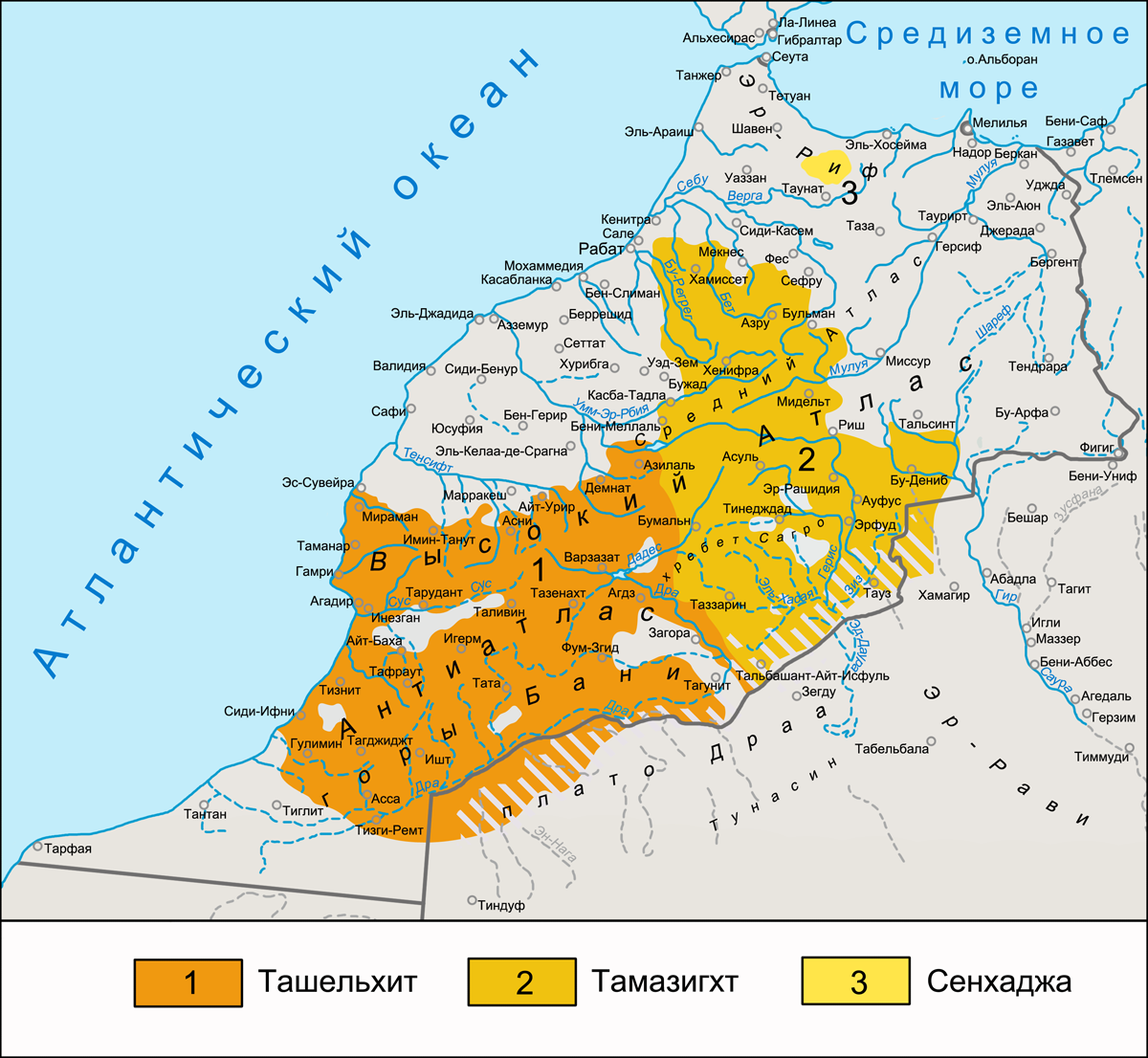
Область распространения сенхаджа

Сенхаджа (также сенхажа, сенхаджа-сраир) — один из языков атласской группы северноберберской ветви берберо-ливийский семьи, на котором говорят в южной части марокканского Рифа. Представляет отдельную подгруппу среди атласских языков. Генетически ближе к шильхским языкам, чем к тамазигхтским. Обнаруживает черты, сходные с чертами языков зенетской группы. Точное место в классификации сенхаджа до конца не ясно, вероятнее всего он имеет атласское происхождение, но сформировался под сильным влиянием соседних рифских языков. Многие носители сенхаджа переходят на арабский язык.
В классификации, представленной в работе «Сравнительно-историческое языкознание» (С. А. Бурлак и С. А. Старостин) сенхаджа вместе с рифским языком образуют северномарокканскую подгруппу. Также с рифским языком объединяет сенхаджа классификация в справочнике языков мира Ethnologue. В классификации афразийских языков британского лингвиста Роджера Бленча (Roger Blench) сенхаджа включён в подгруппу мзаб-уаргла.
Язык сенхаджа также известен под названием сенхаджа-сраир (возможно, от названия реки Сра, протекающей по территории расселения носителей языка сенхаджа), данное уточнение для языка и этнической группы необходимо, чтобы отличаться от других берберских народов, которые связывают своё происхождение со средневековым объединением берберских племён «сенхаджа».